# Jörgen Fogelquist

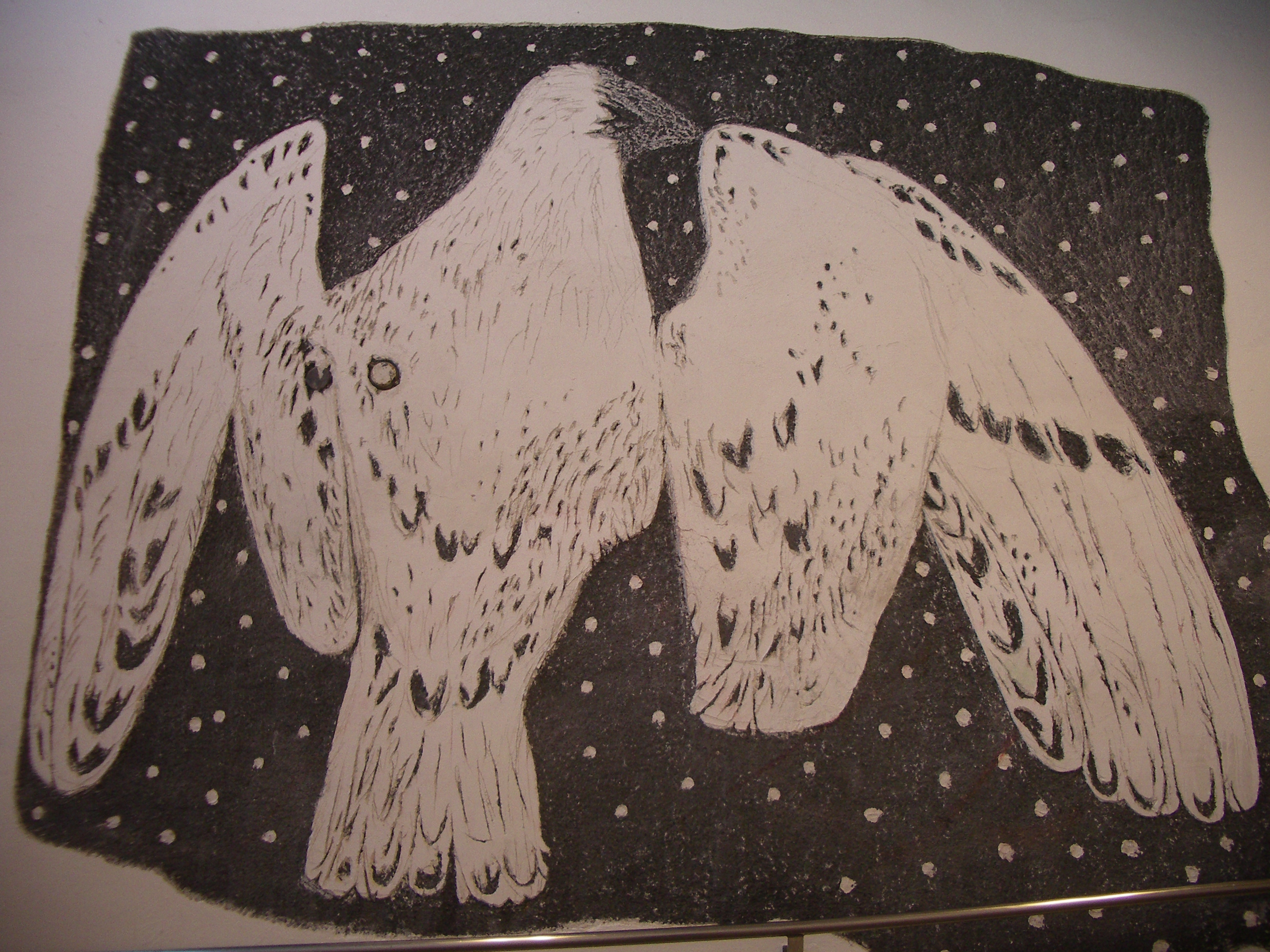
Detalj av Med Örnen mot polen (1981) på Västertorps tunnelbanestation

Jörgen Birger Roland Fogelquist, född 7 juni 1927 i Mariestad i Skaraborgs län, död 27 februari 2005 i Lunds Allhelgonaförsamling, Skåne län, var en svensk konstnär.

## Biografi
Jörgen Fogelquist växte upp i Mariestad och studerade på Konstfackskolan 1945–1949, Académie Libre i Stockholm 1950–1951 och Konstakademien 1951–1956. Han har blivit känd inte minst för grafik och ett femtiotal offentliga utsmyckningar i olika material. 
Via den konkreta konsten med omväxlande kurviga och rätlinjiga former gick Fogelquist mot en abstrakt expressionism. Hans målningar präglas av snabba rörelser, överraskande infall och ett intensivt färgspel. Ett av de intressantare bland hans monumentala verk är en väggmålning i maskinhallen i dåvarande Svenska Tobaks AB i Malmö, kombinerad med färgsättning av hela fabriksmiljön (1964–1968).

## Familj
Jörgen Fogelquist var son till folkskolläraren Ragnar Fogelquist och Hillevi Rohlin.
Han var 1950–1959 gift med Ingegerd Kalling (född 1928) och från 1959 gift med skådespelerskan Ann-Marie Gyllenspetz till hennes död 1999. Han var större delen av sitt liv bosatt i Lund och är begravd där på Norra kyrkogården.

## Offentliga verk i urval
- Stucco lustro-fris för Stockholms Sparbank (1956)
- Tur och retur (1957-62), två väggpartier i T-banestation T-Centralens västra biljetthall, Stockholm. Bemålade spanska kakelplattor.
- Reliefer i betong i tre entréer (1965) på Bennets väg 7 i Rosengård, Malmö
- Väggmålning samt färgsättning av fabrikslandskap (1967), Frans Suell-tobaksfabriken i Malmö
- Singlande slant (1967), polykrom stålskulptur, Sunnanvägen, Klostergården i Lund
- Mobil svajmast med plexiglasklot (1967), daghem vid Bjerredsparken i Lund
- Kommunikation människor emellan (1976), stålskulptur vid Posten Ban i Malmö
- Med Örnen mot polen (1981), två väggpartier i uppgången till östra biljetthallen i Västertorps tunnelbanestation, södra Stockholm
- Årtag (1987), stucco lustro i regeringskansliet, Rosenbad, Stockholm
- Figur och figuranter, relief, Magnarpsskolan i Ängelholm
- Ristningar på kakelplattor på pelare (2000), västra biljetthallen på T-Centralen, Stockholm
- Vägen för och genom A,Lindängsskolan, Munkhättegatan 51 i Malmö

Fogelquist är representerad vid bland annat Kalmar konstmuseum.

## Jörgen Fogelquists stipendium
Jörgen Fogelquists stipendiefond har delat ut ett stipendium år 2008 till Astrid Sylwan.